# NGC 1058
NGC 1058 è una piccola e relativamente vicina galassia a spirale situata nella costellazione di Perseo, a una distanza di circa 17 milioni di anni luce dalla nostra Via Lattea.

## Scoperta
La galassia è stata scoperta il 17 gennaio 1787 dall'astronomo britannico di origine tedesca William Herschel.

## Descrizione

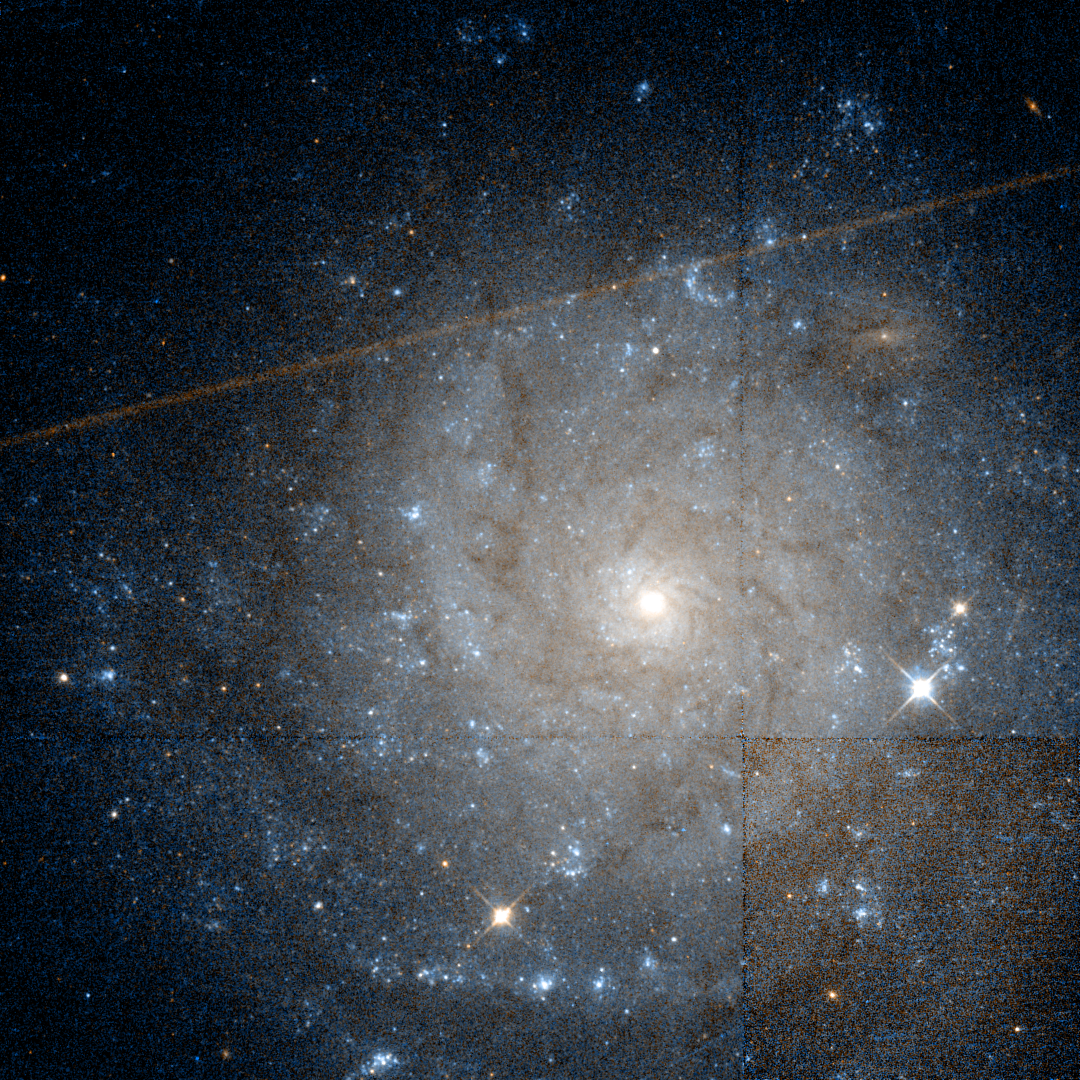
NGC 1058 ripresa dal Telescopio spaziale Hubble.

NGC 1058 ha una classe di luminosità III e presenta una larga riga a 21 cm dell'idrogeno neutro.
È inoltre una galassia attiva del tipo Seyfert 2 (Sy 2).

## Supernove
Tra il 1961 e il 2007, all'interno di NGC 1058 sono state scoperte tre supernove: SN 1961V, SN 1969L e SN 2007gr.

### SN 1961V
Scoperta il 5 dicembre 1961 dall'astronomo svizzero Paul Wild dell'Università di Berna. Si trattava probabilmente di una variabile luminosa blu (nella letteratura in inglese abbreviata in LBV Luminous blue variable), una stella variabile supergigante e molto luminosa, le cui espulsioni di materia danno luogo a effetti simili a quelli di una supernova.

### SN 1969L
Scoperta il 2 dicembre 1969 dall'astronomo italiano Leonida Rosino, la supernova è stata classificata di tipo II.

### SN 2007gr
Scoperta il 15 agosto 2007 da D. Madison e W. Li nel corso del programma LOSS (Lick Observatory Supernova Search) dell'Osservatorio Lick, la supernova è stata classificata di tipo Ib/c.

## Gruppo di NGC 1023
NGC 1058 fa parte del Gruppo di NGC 1023 situato nel Superammasso della Vergine. Il gruppo comprende tra le altre le galassie NGC 891, NGC 925, NGC 949, NGC 959, NGC 1003, NGC 1023 e IC 239.